# Tullio Možina
Tullio Možina, glasbenik, kitarist, skladatelj, pevec, * 17. maj 1935, Trst.

## Življenje in delo
Rodil se je v Trstu, kjer je tudi opravil obvezno šolanje, čeprav nekoliko neredno, zaradi vojnih razmer. Že kot otrok se je navdušil za glasbo in petje. Več let je poučeval kitaro na Glasbeni matici v Trstu.
Tullio Možina je najbolj znan kot ustanovitelj Tržaškega narodnega ansambla v sedemdesetih letih prejšnjega stoletja, nato tudi kot soustanovitelj ansambla Eno ur'co al' pej dvej, ki prepeva narodne in narečne viže v tekočem stoletju, član je bil plesnega ansambla Lords, Orkestra Miramar, Mix Orkestra in Red star big banda. Narodno in zabavno glasbo je vedno rad izvajal, pisal in posveča se tudi besedilom. S svojimi skladbami je vedno požel mnogo uspeha in je bil na marsikaterem glasbenem festivalu tudi večkrat nagrajen. Mnoge njegove pesmi poslušajo še danes in so skoraj ponarodele. V sedemdesetih letih je na primer komponiral pesem, ki je še danes himna Kraškega pusta na Opčinah.
Tullio Možina je že več let član strokovne komisije Festivala narodnozabavne glasbe v Števerjanu.